# Quasi-bialgèbre
En mathématiques, la structure de quasi-bialgèbre est une généralisation de la structure de bialgèbre où la coassociativité est remplacée par une condition plus faible. Si H est une quasi-bialgèbre, alors la catégorie des H-modules est une catégorie monoïdale.

## Référence
(en) Christian Kassel, Quantum Groups, Springer, coll. « GTM » (no 155), 1995